# التهاب الغدة الدرقية اللمفاوي تحت الحاد
التهاب الغدة الدرقية اللمفاوي تحت الحاد هو شكل من أشكال التهاب الغدة الدرقية. تشمل الأسماء الأخرى  لهذا الاضطراب التهاب الغدة الدرقية الصامت والتهاب الغدة الدرقية غير المؤلم والتهاب الغدة الدرقية اللمفاوي ذو التراجع العفوي لفرط نشاط الغدة الدرقية. يمثل التهاب الغدة الدرقية اللمفاوي تحت الحاد ما يقرب من 0.5- 5% من حالات فرط نشاط الغدة الدرقية.
نجد فيه عدة أوجه للتشابه مع التهاب الغدة الدرقية بعد الولادة ولكن بحكم التعريف فإنه يستثني النساء خلال عام واحد بعد الولادة أو الإجهاض.
يعتبر شكل مختلف من التهاب الغدة الدرقية هاشيموتو أي أنه جزء من طيف الأمراض المناعية الدرقية. يتشابه الاضطرابان بعدة أوجه، إذ يوجد لدى العديد من مرضى التهاب الغدة الدرقية اللمفاوي تحت الحاد تراكيز مصلية عالية من أضداد البيروكسيداز وأضداد الثيروغلوبيولين (Tg)، والعديد منهم لديه قصة عائلية لأمراض درقية مناعية ذاتية. يصيب النساء أكثر من الرجال.

## الأعراض والعلامات
عادة نجد الغدة الدرقية متضخمة بشكل منتشر، وفي بعض الأحيان ذات قوام قاسي بدون وجود ألم أو مضض. حوالي 5-20% من المرضى المصابين بالتهاب الغدة الدرقية اللمفاوي تحت الحاد لديهم التسلسل المميز لاضطراب وظيفة الغدة الدرقية الذي يبدأ بفرط نشاط الغدة الدرقية يليه قصورها ثم الشفاء. تظهر أعراض فرط نشاط الغدة الدرقية (هياج، خفقان، تحديق وتراجع الجفن، رعاش..) عادة خلال أسبوع إلى أسبوعين وتستمر من أسبوعين لثمانية أسابيع.
يمكن أن تتبع مرحلة فرط نشاط الغدة الدرقية بمرحلة التعافي أو قصور الغدة الدرقية (عادةً ما يكون خفيفاً) لمدة تتراوح بين أسبوعين لثمانية أسابيع، يليها التعافي. قد يعاني حوالي 10% من المرضى من تكرار الإصابة بالتهاب الغدة الدرقية اللمفاوي تحت الحاد، وعادةً ما تحدث بعد سنوات.
كما يصاب حوالي 20- 30% من المرضى بالتهاب الغدة الدرقية المناعي الذاتي المزمن مع قصور الغدة الدرقية الدائم وقد يصاب 50% بدراق.

## الاستقصاءات

### النتائج المخبرية
تختلف نتائج تحاليل وظائف الغدة الدرقية أثناء التهاب الغدة الدرقية اللمفاوي تحت الحاد حسب المرحلة التي يمر بها المريض. خلال مرحلة فرط نشاط الغدة الدرقية، نجد ارتفاع معتدل في مستوى FT4 أما T3 طبيعي أو مرتفع قليلاً مع انخفاض TSH. في التهاب الغدة الدرقية، يحدث ارتفاع في تركيز الهرمونات الدرقية في الدم بسبب انطلاقها من الجريبات الدرقية المتخربة نتيجة الالتهاب وتكون بنفس النسب الموجودة في الغدة الدرقية (T4>T3). أثناء مرحلة قصور الغدة الدرقية نجد تركيز FT4 منخفض وTSH مرتفع.
ترتفع تراكيز أضدار البيروكسيداز عند 50% من المرضى وقت التشخيص. كذلك يرتفع تركيز الثيروغلوبيولين في الدم، بينما عادةً ما يكون تعداد كريات الدم البيضاء طبيعياً، وتكون سرعة ترسب الدم و/أو البروتين التفاعلي C طبيعيان أو مرتفعان قليلاً.

### التصوير الومضاني للغدة الدرقية
خلال مرحلة فرط نشاط الغدة الدرقية من التهاب الغدة الدرقية اللمفاوي تحت الحاد، تكون قيم قبط الغدة الدرقية لليود المشع منخفضة، عادة أقل من 1%، مقارنة بالقيم المرتفعة في فرط نشاط الغدة الدرقية بسبب داء غريفز.

### الموجات فوق الصوتية
لا يعد جزء من تقييم التهاب الغدة الدرقية اللمفاوية تحت الحاد. في حال إجراؤه فإنه يُظهر الغدة الدرقية غير متجانسة، ناقصة الصدى، ذات حجم طبيعي أو متضخمة قليلاً. باستخدام الدوبلر نجد التروية طبيعية أو منخفضة (مقارنة بزيادة التروية بداء غريفز).

## التشخيص
يعتمد تشخيص التهاب الغدة الدرقية اللمفاوي تحت الحاد على المظاهر السريرية والنتائج المخبرية، وعند الحاجة، على التصوير الومضاني للغدة الدرقية.

## التشاخيص التفريقية
- داء غريفز.
- الورم النخامي المفرز لـ TSH.
- تسمم درقي مفتعل.

## العلاج
لا يحتاج العديد من المرضى المصابين بالتهاب الغدة الدرقية تحت الحاد لعلاج أثناء مرحلتي فرط نشاط الغدة الدرقية أو قصور الغدة الدرقية، لأن اضطراب وظيفة الغدة الدرقية نادراً ما يكون شديد وعادة ما يكون عابر.
مرحلة فرط نشاط الغدة الدرقية: يجب علاج المرضى العرضيين أو ذوي الخطورة المتزايدة للرجفان الأذيني باستخدام حاصرات بيتا خلال مرحلة فرط نشاط الغدة الدرقية، ما لم يكن هناك مضاد استطباب لاستخدامها. يجب مراقبة وظيفة الغدة الدرقية كل أربعة إلى ثمانية أسابيع للتأكد من تراجع فرط نشاط الغدة الدرقية والكشف عن تطور قصور الغدة الدرقية.
في حالات نادرة جداً من الاضطراب الشديد في وظيفة الغدة الدرقية، نعالج بالستيروئيدات القشرية السكرية. لا يوجد دور للأدوية المضادة للغدة الدرقية (مثل الميثيمازول) أو العلاج باليود المشع، لأن فرط نشاط الغدة الدرقية لا ينجم عن زيادة تصنيع هرمونات الغدة الدرقية ولأن قبط اليود المشع منخفض للغاية.
مرحلة قصور الغدة الدرقية: قد يعاني بعض المرضى من أعراض قصور الغدة الدرقية مما يتطلب العلاج بليفوثيروكسين، مع مراقبة دورية لمستوى FT4 وTSH في المصل. يوقف الليفوتيروكسين عادة بعد 3-6 أشهر ويعاد تقييم وظائف الدرق بعدها.

## الإنذار
بعد الشفاء من التهاب الغدة الدرقية، هناك خطر للإصابة بالتهاب الغدة الدرقية المناعي الذاتي المزمن. على الرغم من أن اضطرابات وظيفة الغدة الدرقية تتراجع لدى معظم المرضى، إلا أن 20- 30% سيصابون بقصور الغدة الدرقية الدائم. كذلك قد تتكرر نوبات من التهاب الغدة الدرقية تحت الحاد، والتي غالباً ما تكون بعد سنوات عديدة.